# 1854 Skvortsov
1854 Skvortsov (1968 UE1) là một tiểu hành tinh vành đai chính được phát hiện ngày 22 tháng 10 năm 1968 bởi T. Smirnova ở Nauchnyj.